# Heinrich von Wimmersperg
Heinrich von Wimmersperg (* 1900 in Prag; † 1985 in Detroit) war ein österreichischer Waffenkonstrukteur.

## Leben
Heinrich von Wimmersperg wuchs in Wien auf und legte dort sein Matura ab und studierte bis zum Vordiplom Maschinenbau. Anschließend verließ er die Hochschule und widmete sich in selbstständiger Tätigkeit der Konstruktion unterschiedlicher, automatischer Feuerwaffen. Ab 1936 lebte er in Berlin und arbeitete dort zunächst als freier Waffenkonstrukteur in Zusammenarbeit mit einem ortsansässigen Ingenieurbüro an eigenen Waffenentwicklungen. Mit Beginn des Zweiten Weltkriegs war er direkt für Wehrmacht, Luftwaffe und Marine des Deutschen Reichs in unterschiedlichen Waffenprojekten bis zum Ende des Krieges tätig. Im Jahr 1947 wanderte er in die USA aus und ließ sich in Detroit nieder, wo er im Jahr 1985 verstarb. Von Detroit aus arbeitete er als selbständiger Konstrukteur für das US-Verteidigungsministerium an unterschiedlichen Rüstungsprojekten. Zudem entwickelte er zahlreiche Insassenschutz-Systeme für PKW.
Heinrich von Wimmersperg meldete 55 Patente an, wovon 41 auf Waffen-technische Erfindungen entfallen. Er entwickelte unterschiedliche Selbstladegewehre, Maschinengewehre und Sturmgewehre (Spz-Reihe). Nur wenige Versuchsmuster seiner Waffen wurden hergestellt. In Amerika patentierte Wimmersperg mehrere Gurt- und Sicherheitssysteme für Erwachsene, Kinder und Kleinkinder Automobilbetrieb. Etliche spätere Patente referenzieren auf Grunderfindungen, die von Wimmersperg zum Patent angemeldet wurden.
Er war seit 1936 mit der US-amerikanischen Medizinerin Frances von Wimmersperg (geb. Potter) verheiratet. Aus der Ehe sind die beiden Töchter Maria und Elsbeth hervorgegangen.

## Patent-Auswahl
Patente von Wimmersperg:
- Patent  AT102065B: Selbstladepistole mit doppelreihigem Magazin. Veröffentlicht am 28. Dezember 1925, Erfinder: Heinrich von Wimmersperg.‌
- Patent  AT104493B: Schloss für Schußwaffen zur Abgabe von Einzel- und Serienschüssen. Veröffentlicht am 25. Oktober 1926, Erfinder: Heinrich von Wimmersperg.‌
- Patent  AT153893B: Patronengurt. Veröffentlicht am 25. Juli 1938, Erfinder: Heinrich von Wimmersperg.‌
- Patent  AT159586B: Feuerwaffe. Veröffentlicht am 10. Oktober 1940, Erfinder: Heinrich von Wimmersperg.‌
- Patent  AT159586B: Selbsttätige oder durch einen Motor angetriebene Maschinenwaffe mit zwei abwechselnd feuernden Läufen.. Veröffentlicht am 10. April 1940, Erfinder: Heinrich von Wimmersperg.‌
- Patent  AT159344B: Gasdrucklader. Veröffentlicht am 10. August 1940, Erfinder: Heinrich von Wimmersperg.‌
- Patent  DE705898C: Selbsttaetige Feuerwaffe. Veröffentlicht am 13. Mai 1941, Erfinder: Heinrich von Wimmersperg.‌
- Patent  DE717473C: Feuerwaffe mit auswechselbarem Lauf. Veröffentlicht am 14. Februar 1942, Erfinder: Heinrich von Wimmersperg.‌
- Patent  DE705898C: Selbsttaetige Feuerwaffe. Veröffentlicht am 13. Mai 1941, Erfinder: Heinrich von Wimmersperg.‌
- Patent  US2947353A: Safety belt device. Veröffentlicht am 2. August 1960, Erfinder: Heinrich Ferdi von Wimmersperg, Detroit.‌
- Patent  US3232665A: Safety device for children in vehicles. Veröffentlicht am 1. Februar 1966, Erfinder: Heinrich Ferdi von Wimmersperg, Detroit.‌
- Patent  US3713695A: Safety device for Restraining Passengers. Veröffentlicht am 30. Januar 1973, Erfinder: Heinrich Ferdi von Wimmersperg, Detroit.‌
- Patent  DE2437826A1: Kinder-Rückhaltevorrichtung für Fahrzeuge. Veröffentlicht am 19. Februar 1976, Erfinder: Heinrich Ferdi von Wimmersperg, Detroit.‌